# Џон Деј (Орегон)
Џон Деј (енгл. John Day) град је у америчкој савезној држави Орегон.

## Демографија
По попису из 2010. године број становника је 1.744, што је 77 (-4,2%) становника мање него 2000. године.
| Група             | 2000.         | 2010.         |
| Белци             | 1.734 (95,2%) | 1.623 (93,1%) |
| Афроамериканци    | 0 (0,0%)      | 8 (0,5%)      |
| Азијати           | 7 (0,4%)      | 12 (0,7%)     |
| Хиспаноамериканци | 44 (2,4%)     | 47 (2,7%)     |
| Укупно            | 1.821         | 1.744         |